# Benedové z Nečtin
Benedové z Nečtin byli původně vladycký rod, později povýšený do panského stavu. Pocházeli z Nečtin nedaleko Manětína. 

## Historie
Prvním známým příslušníkem rodu byl Předota z Nečtin z konce 12. století. Další členové vladyků vlastnili panství po celé zemi. Mezi další zakladatele se počítá i vladyka Beneda z Nečtin, jenž v polovině 15. století držel Břežany[nepřesný odkaz] a Křivosoudov. Jeho potomci převzali jeho jméno a začali se psát jako Benedové z Nečtin. 
Mnoho Benedů sloužilo v královských službách jako krajští hejtmani, hradní purkrabí. Avšak v řadách šlechty nevynikali ani majetkem, ani postavením. 
Rodina náležela ke katolické církvi, tudíž po Bílé hoře nijak neutrpěli. Na straně stavů bojoval pouze Jindřich Beneda, který za třicetileté války musel zemi opustit, není známo, jestli se v pozdějších letech nevrátil a nekonvertoval zpět k tradičnímu vyznání své rodiny. 
Poslední svobodný pán Antonín Beneda z Nečtin zemřel v Praze roku 1808 jako penzionovaný nadporučík.

## Příbuzenské svazky
Sňatky byli spřízněni např. s rody Dvořecký z Olbramovic, Hamza ze Zábědovic.

## Erb
V modrém štítu se zlatým pruhem je kolmo položena střela, což je spojuje s Bavory ze Strakonic.